# هاريانو
هاريانو (بالإندونيسية: Hariono) (2 أكتوبر 1985 في إندونيسيا - ) هو لاعب كرة قدم إندونيسي في مركز الوسط. شارك مع منتخب إندونيسيا لكرة القدم. أما مع النوادي، فقد لعب مع برسيب باندونغ وDeltras F.C. ‏ وPersida Sidoarjo ‏.

## وصلات خارجية
- هاريانو على موقع قاعدة بيانات كرة القدم.إي يو (الإنجليزية)
- هاريانو على موقع ناشيونال فوتبول تيمز (الإنجليزية)
- هاريانو على موقع Soccerway.com (الإنجليزية)